# Porta Beulé
La Porta Beulé és una porta fortificada, construïda en el període romà, que condueix als propileus de l'Acròpolis d'Atenes. Es va construir quasi totalment amb materials reutilitzats (llatí: spolia) presos del Monument corègic de Nícies, un monument construït al segle IV abans de la nostra era i demolit entre els segles II i IV. La inscripció dedicatòria del Monument de Nícies encara és visible en l'entaulament de la Porta Beulé.
La porta s'integrà en la muralla postheruliana, una fortificació tardoromana que reforçà l'Acròpoli com a fortalesa militar en els anys posteriors al saqueig de la ciutat pels germans hèruls al 267. La seua construcció marcà el començament d'una nova fase en l'ús de l'Acròpoli, en què passà a ser vista com una potencial posició defensiva en comptes dels usos religiosos del període clàssic. Durant l'edat mitjana, la porta es va fortificar encara més, abans de ser construïda amb un bastió en temps de la Grècia otomana.
El monument, el va descobrir l'arqueòleg francés Charles Ernest Beulé el 1852 i l'excavaren entre 1852 i 1853. Els arqueòlegs i comentaristes grecs van criticar els mitjans agressius —en particular l'ús d'explosius de gran potència— amb què Beulé havia dut a terme l'excavació. En temps moderns, la porta ha servit sobretot com a eixida per als turistes de l'Acròpoli.

## Descripció
La Porta Beulé és al peu d'una escala monumental que conduïa als propileus, aproximadament a 37 m a l'est. L'escalinata es construí a la fi del segle I, segurament per l'emperador Claudi (41-54). La porta consta de dos pilons, torres semblants, que sobreïxen uns 5 m de l'estructura. Aquestes torres estan unides per murs a les terrasses superiors, inclosa la del Temple de Nice Àptera. La porta es troba en un mur de marbre i està alineada amb la ruta principal pels propileus.

### Inscripció de l'entaulament

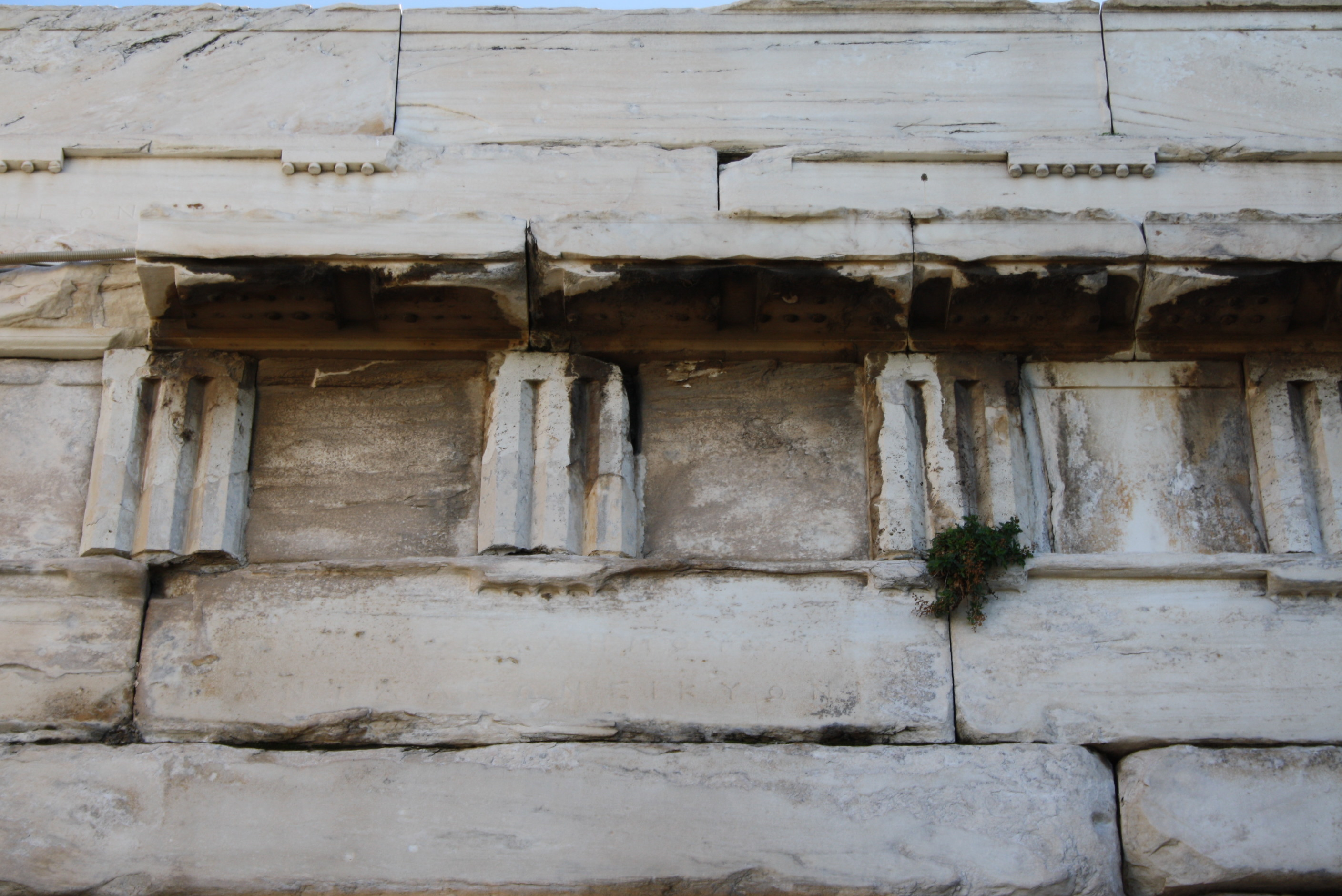
Detall del mur sobre la porta, que mostra blocs reutilitzats del Monument corègic de Nícies i part de la inscripció dedicatòria

La inscripció visible en l'entaulament era originàriament la inscripció dedicatòria del Monument corègic de Nícies, una estructura construïda poc després del 320 ae per a commemorar al coreg atenés Nícies i la seua victòria en les competicions corègiques d'aquest any. Diu així:
«Nícies, fill de Nicomedes, del demos de Jipet, el va preparar per haver guanyat com a coreg en el cor de xiquets per a Cecròpides. Pantaleó de Sicília tocà l'aulos. La cançó interpretada fou Elpènor de Timoteu de Milet. Neecmos n'era arcont epònim».
El Monument de Nícies fou construït en forma de temple grec d'ordre dòric, amb un naos quadrat amb un pronaos pròstil hexàstil (és a dir, un pòrtic frontal amb sis columnes). La inscripció s'hauria col·locat a l'arquitrau del Monument de Nícies, i representa una de les darreres inscripcions d'aquesta mena del període hel·lenístic d'Atenes. Sota el mandat de Demetri de Falèron, que governà Atenes entre 317 i 307 ae, les lleis sumptuàries per a controlar les despeses ostentoses dels aristòcrates impediren la construcció de més monuments corègics.

## Datació

Plànol de l'Acròpoli d'Atenes: la Porta Beulé és el núm. 19

El descobridor de la porta, Charles Ernest Beulé, creia erròniament que es tractava de l'entrada original a l'Acròpoli. Les recerques posteriors, com ara la de l'arqueòleg Paul Graindor del 1914, van establir que pertanyia al període de l'Imperi Romà tardà (c. 284-476), però l'opinió dels erudits continua dividida quant a la data exacta de la construcció. Les torres que flanquegen la porta són anteriors a la fase principal de la construcció; daten de mitjan segle i i són contemporànies de l'escalinata situada més enllà de la porta.
La Porta Beulé està construïda gairebé íntegrament amb marbre procedent del Monument corègic de Nícies, que fou demolit en una data incerta: l'arqueòleg Wilhelm Dörpfeld en suggereix l'any 161, basant-se en la creença que uns fonaments descoberts sota l'Odèon d'Herodes Àtic, construït en aquest any, havien pertangut originàriament al monument. L'historiador de l'arquitectura William Bell Dinsmoor suggerí que la demolició se'n podria datar de finals del segle III o principis del IV.
Una pedra reutilitzada en les fortificacions otomanes de l'Acròpoli conserva una inscripció que commemora Flavi Septimi Marcel·lí per haver construït «la porta de l'Acròpoli amb els seus propis recursos». La inscripció atribueix a Marcel·lí el rang de lamprotatos (grec antic: λαμπρότατος), un títol equivalent al clarissimus llatí i emprat habitualment, després de principis del segle ii, per a referir-se als individus de rang senatorial.  També l'identifica com un antic agonòteta (ἀγωνοθέτης), un funcionari que havia presidit un dels Jocs Panhel·lènics (les competicions atlètiques sagrades obertes a tots els estats grecs) o el festival religiós i dramàtic atenés anomenat Dionísies. La inscripció s'ha datat de mitjan segle iv, després del 325; en general, se suposa que està associada amb la construcció de la Porta Beulé. Altres dates proposades per a la porta inclouen el regnat de l'emperador romà Valerià (r. 253-260) i el període al voltant del saqueig d'Atenes pels hèruls el 267 o 268, una mica abans o uns deu anys després.
La Porta Beulé mostra similituds arquitectòniques, com l'ús de filades alternes de marbre de diferents colors, amb la muralla postheruliana, construïda al voltant de l'Acròpoli unes dues dècades després del saqueig del 267 o 268. Tot i que no se sap amb certesa la data de construcció de la porta, en general es considera que la demolició del Monument corègic de Nícies, la construcció de la muralla postheruliana i l'edificació de la porta Beulé foren si fa no fa contemporànies. La majoria d'erudits moderns consideren que la porta es construí després del saqueig. L'arqueòloga Judith Binder ha suggerit que potser la va construir Dexip, el general atenés que va defensar amb èxit l'Acròpoli contra els hèruls durant la invasió.

## Construcció
L'arqueòleg Walter Miller suggerí al 1893 que la porta es podria haver construït per a reemplaçar una porta més antiga, ara perduda, que hauria estat menys fortament fortificada. Es creu que l'objectiu de la porta era protegir l'accés a la Font Clepsidra, una deu de l'Acròpoli que li proporcionava un subministrament segur d'aigua en cas de setge.

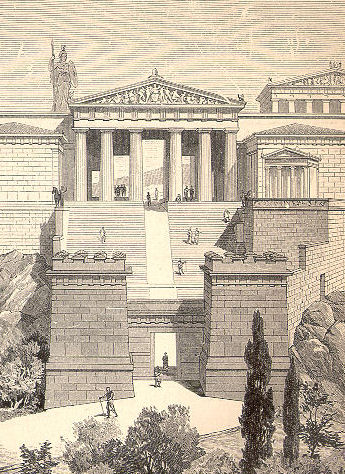
Reconstrucció de l'Acròpoli en el, mostrant la Porta Beulé (primer pla, centre) amb els Propileus darrere

Durant la demolició del Monument corègic de Nícies, les parts estructurals es numeraren mentre eren in situ, la qual cosa va permetre tornar a muntar-les correctament dins de la porta. El fris dòric del Monument corègic, construït amb pedra calcària i marbre, es va reconstruir al llarg de la part superior de la Porta Beulé, tot i que l'arquitrau del Monument corègic, que formava una única biga horitzontal, es va dividir en dues parts, una per damunt i una altra per sota del fris de la porta. L'arqueòleg Jeffrey M. Hurwit descrigué la reutilització del Monument corègic com un «classicisme narrat dues vegades», ja que el monument primer estava inspirat en els Propileus, per la qual cosa la seva reutilització creava una harmonia arquitectònica entre la Porta Beulé i els propileus cap a on duia.
Hurwit qualificà la construcció de la porta de «punt d'inflexió» en la història de l'Acròpoli, perquè representà un renovat èmfasi en la funció de l'Acròpolis com a fortificació estratègica, més que no pas com un santuari, i convertí l'indret en «una fortalesa amb temples». Durant el segle III o IV es construí una teulada de fusta al llarg de la cara interior de la porta; sota l'emperador Justinià I (r. 527-565) s'afegí una llinda a la porta, i es va reduir d'alçada. La porta continuava sent l'entrada principal a l'Acròpoli durant el període romà d'Orient mitjà (c. 843-1261): llavors, es va afegir una teulada de fusta a tota l'estructura, i es construí una volta de canó, de nord a sud, contra el costat interior (est) de les torres i el mur de la porta. Tanoulas ha suggerit que aquesta obra la podria haver fet Lleó, el metropolità d'Atenes entre el 1060 i 1069.
El 1204, després de la Quarta Croada, l'Imperi Romà d'Orient es va repartir entre Venècia i els dirigents croats. Atenes esdevingué el centre del Ducat d'Atenes, senyoriu inicialment en mans de l'aristòcrata borgonyó Odó I de la Roche. Entre els segles segle xiii i segle xv, els governants francs de la ciutat refortificaren l'Acròpoli, i tancaren la Porta Beulé i els Propileus, que es va reforçar encara més amb la Torre Franca en una data incerta.
L'anterior funció de la porta com a entrada a l'Acròpolis després la feu la porta situada al peu occidental del gran bastió clàssic damunt del qual es va construir el Temple d'Atena Niké. El notari medieval Niccolò da Martoni, que visità Atenes el 1395, escrigué un relat que suggereix que la Porta Beulé encara era visible, tot i que ja no s'usava. Durant el període otomà (1458-1827), les torres de la porta s'alçaren i es va construir un bastió al damunt: Beulé va datar el bastió otomà de la fi del segle XV. Aquest bastió es veia en els dibuixos realitzats per l'antiquari britànic William Gell el 1801-1806. Quan Charles Ernest Beulé va excavar el bastió, trobà proves que la porta havia estat danyada per bombes abans de la construcció del bastió. Al segle xix es perdé el coneixement de l'existència de la porta.

## Excavació

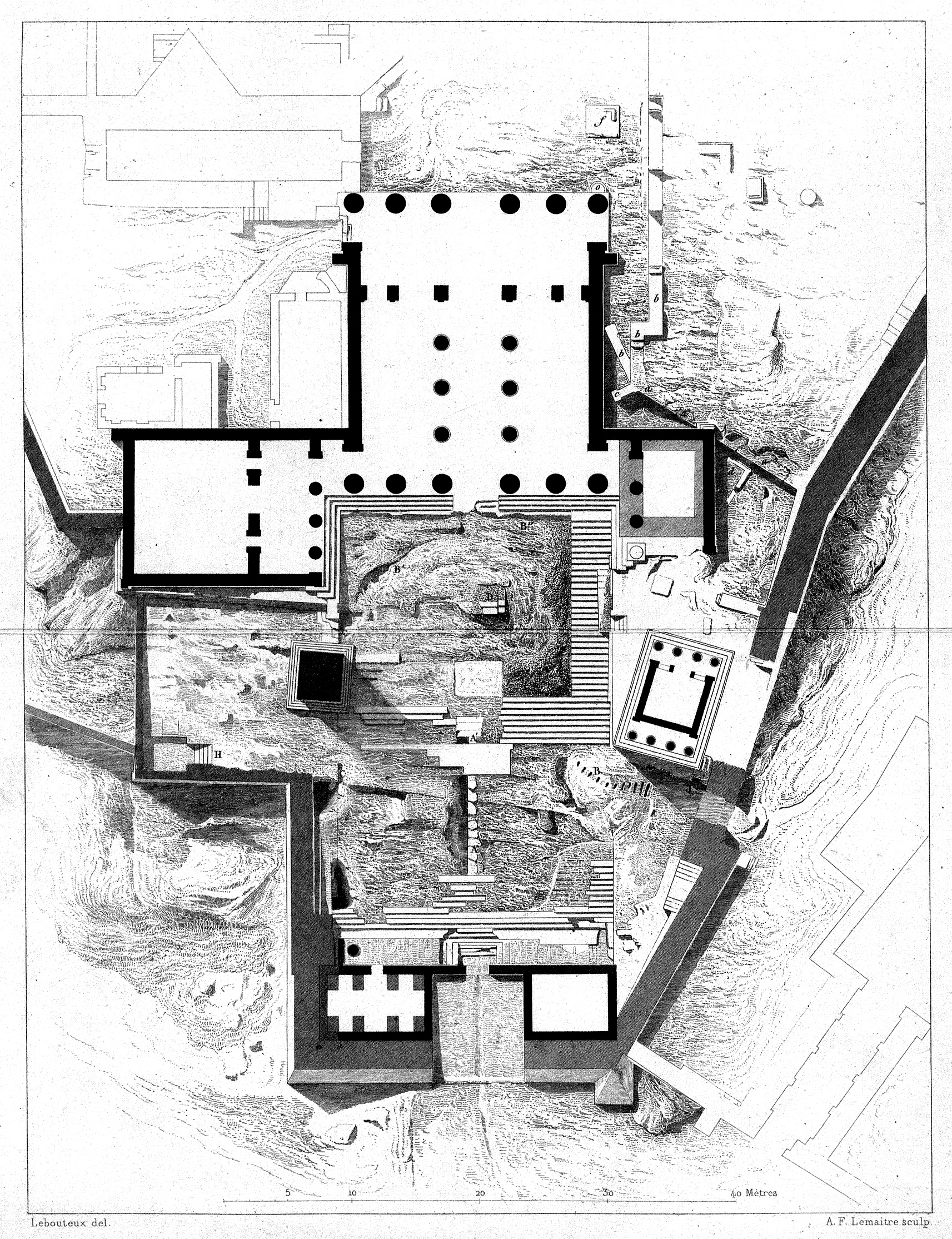
Plànol de Beulé de l'entrada a l'Acròpoli d'Atenes. La porta Beulé es troba a la part inferior (sud) de la imatge

La porta duu el nom de Charles Ernest Beulé, membre de l'Escola Francesa d'Atenes, que la va descobrir al 1852. La primera de les escoles estrangeres d'arqueologia d'Atenes, l'Escola Francesa, s'havia fundat al 1846 amb l'objectiu de realitzar excavacions i estudis clàssics. Beulé s'incorporà a l'Escola Francesa el 1849, i va descobrir la porta mentre excavava l'accés als Propileus sota la direcció de Kyriakos Pittakis, historiador grec clàssic. L'historiador Jean-Michel Leniaud qualificà l'excavació com «la primera de les grans transformacions arqueològiques» dutes a terme a l'Acròpoli; Tanoulas la va descriure com el projecte arqueològic més important de mitjan segle xix en el jaciment.
L'existència d'una ruta inferior als Propileus s'havia fet evident durant les operacions de neteja i reparació dels monuments de l'Acròpoli després d'acabada la Guerra d'Independència grega del 1829. El 1846, l'arqueòleg Philippe Auguste Titeux començà a traure a la llum l'escala que duia als Propileus, però els arqueòlegs en general no havien considerat pas que n'hi hagués una segona porta al davall. Titeux va morir el 1846 amb el seu treball en l'escala inacabat: el 1850, Pittakis completà el treball de buidar-la i reconstruir-ne parcialment els graons.
El 1852, Pittakis va encarregar a Beulé que col·laboràs en l'eliminació de les estructures medievals i modernes de les parts restants dels Propileus. Beulé, en contra de l'opinió acadèmica predominant de l'època, creia que Mnèsicles, l'arquitecte dels Propileus, havia construït al principi una segona porta, i va aconseguir el suport de Pittakis i d'Alexandre de Forth-Rouen, l'ambaixador francés a Grècia, per a investigar-ho. El 16 de maig, els excavadors van descobrir esglaons que conduïen a la porta, i el 29 de maig havien trobat la vora d'una muralla fortificada al voltant de l'Acròpoli, i a dintre una porta. El jaciment fou visitat per Otó I de Grècia i la reina Amalia de Grècia, i el descobriment donà renom acadèmic a Beulé.
Beulé marxà d'Atenes a França a principis de juny i tornà al desembre per a dirigir de nou les excavacions, centrades en la porta. El 5 de gener de 1853, els treballs s'interromperen temporalment quan el ministre grec de la guerra ordenà als excavadors que marxassen, preocupat perquè l'excavació destruís el valor defensiu de l'Acròpoli en cas d'una futura invasió; Beulé, amb el suport de l'ambaixada francesa, pogué persuadir les autoritats gregues que l'Acròpoli tenia poc de valor militar, i «no resistiria vint-i-quatre hores un assalt».
Quan els treballs es reprengueren al 1853, els excavadors ensopegaren amb un bloc de morter impenetrable. Beulé va aconseguir un lot d'explosius dels mariners de la Station du Levant, flota de la Marina Nacional francesa encarregada de patrullar la mar Egea, i va usar 68 kg de pólvora per a travessar el bloc. Els arqueòlegs contemporanis ho van criticar, igual que els diaris grecs, un dels quals havia acusat prèviament a Beulé de voler volar tot el que hi havia a l'Acròpoli. Pittakis, que havia estat observant l'operació, estigué a punt de ser-ne una víctima dels enderrocs que li va travessar el barret: després van circular informes que havia mort.

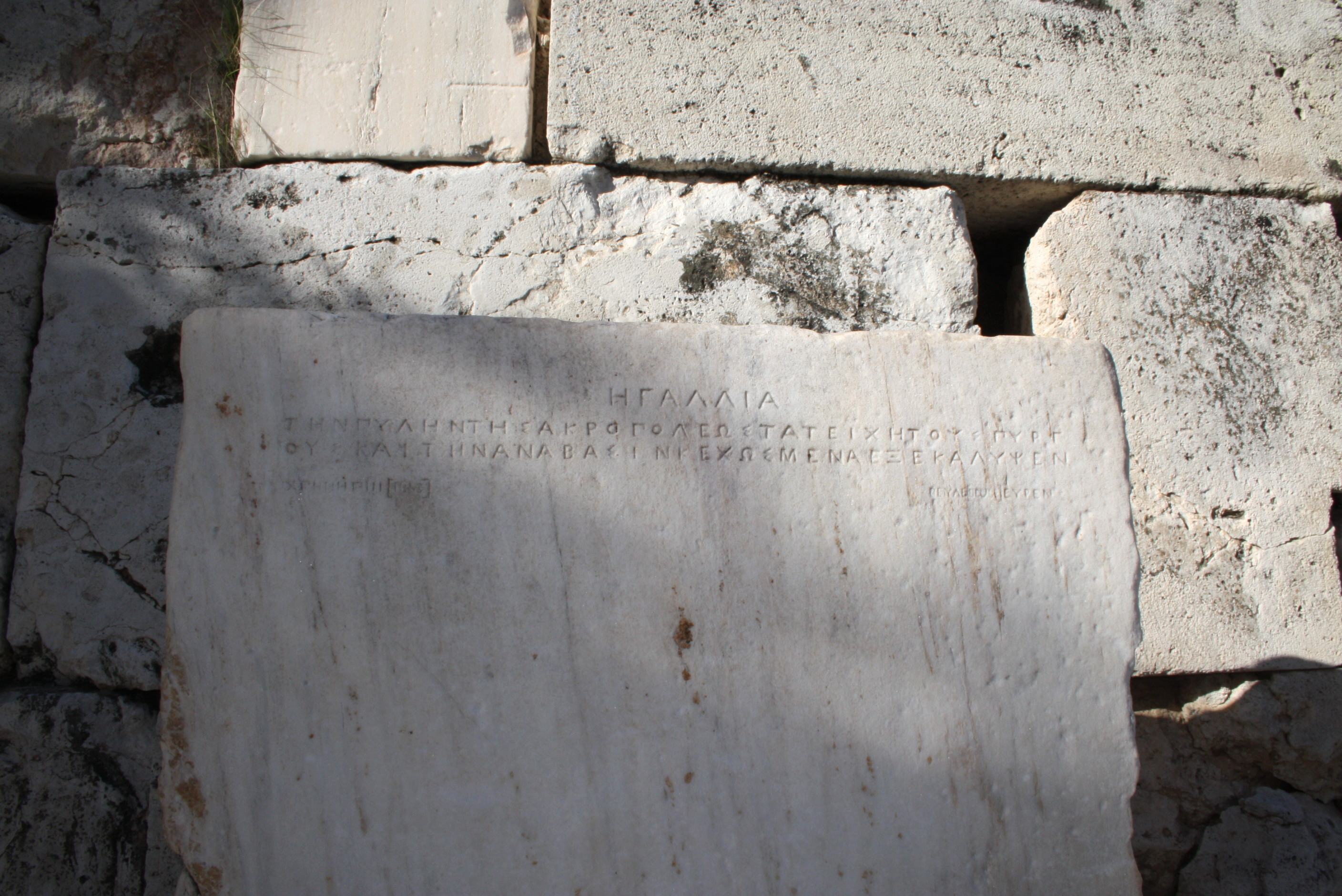
La inscripció commemorativa erigida per Beulé el 1853

El 12 d'abril del 1853, les dues torres estaven totalment descobertes, i el 13 d'abril, la porta. Beulé col·locà una làpida a la porta, amb una inscripció en grec antic: «Η ΓΑΛΛΙΑ ΤΗΝ ΠΥΛΗN ΤΗΣ ΑΚΡΟΠΟΛΕΩΣ, ΤΑ ΤΕΙΧΗ ΤΟΥ ΠΥΡΓΟΥ, ΚΑΙ ΤΗΝ ΑΝΑΒΑΣΙΝ ΕΧΩΣΜΕΝΑ ΕΞΕΚΑΛΥΨΕΝ. ΒΕΥΛΗ ΕΥΡΕΝ.» (França desenterrà la fins llavors soterrada porta de l'Acròpolis, els murs de la torre i la calçada ascendent. Beulé la va trobar.)
Beulé també informà que havia inscrit una traducció francesa de la inscripció sota el text grec. El descobriment de la porta fou celebrat pels erudits francesos, i la premsa francesa se'n feu ressò amb entusiasme. L'escriptor Jean Baelan ha escrit que el treball de Beulé el va convertir en «el banderer de l'honor nacional en el camp de l'arqueologia». En reconeixement del seu descobriment, l'Acadèmia Francesa feu de l'Acròpoli d'Atenes el tema del Gran Premi de Poesia seu del 1853, que guanyà Louise Colet. L'historiador britànic Thomas Henry Dyer lloà el descobriment de Beulé, però qüestionà encertadament la seua afirmació que la porta havia estat construïda amb Mnesicles, i criticà la inscripció de Beulé com «una miqueta vanitosa». Ludwig Ross, que havia precedit a Pittakis com a èfor general, criticà també la inscripció com «un exemple de mesquina vanitat nacional i personal» i predigué que era probable que fos furtada o retirada pels grecs.

Després de l'excavació, la Porta Beulé va reprendre la funció original de porta monumental de l'Acròpoli. En la dècada dels 1960, l'entrada principal es traslladà a la banda sud-est, deixant la Porta Beulé principalment com a eixida.

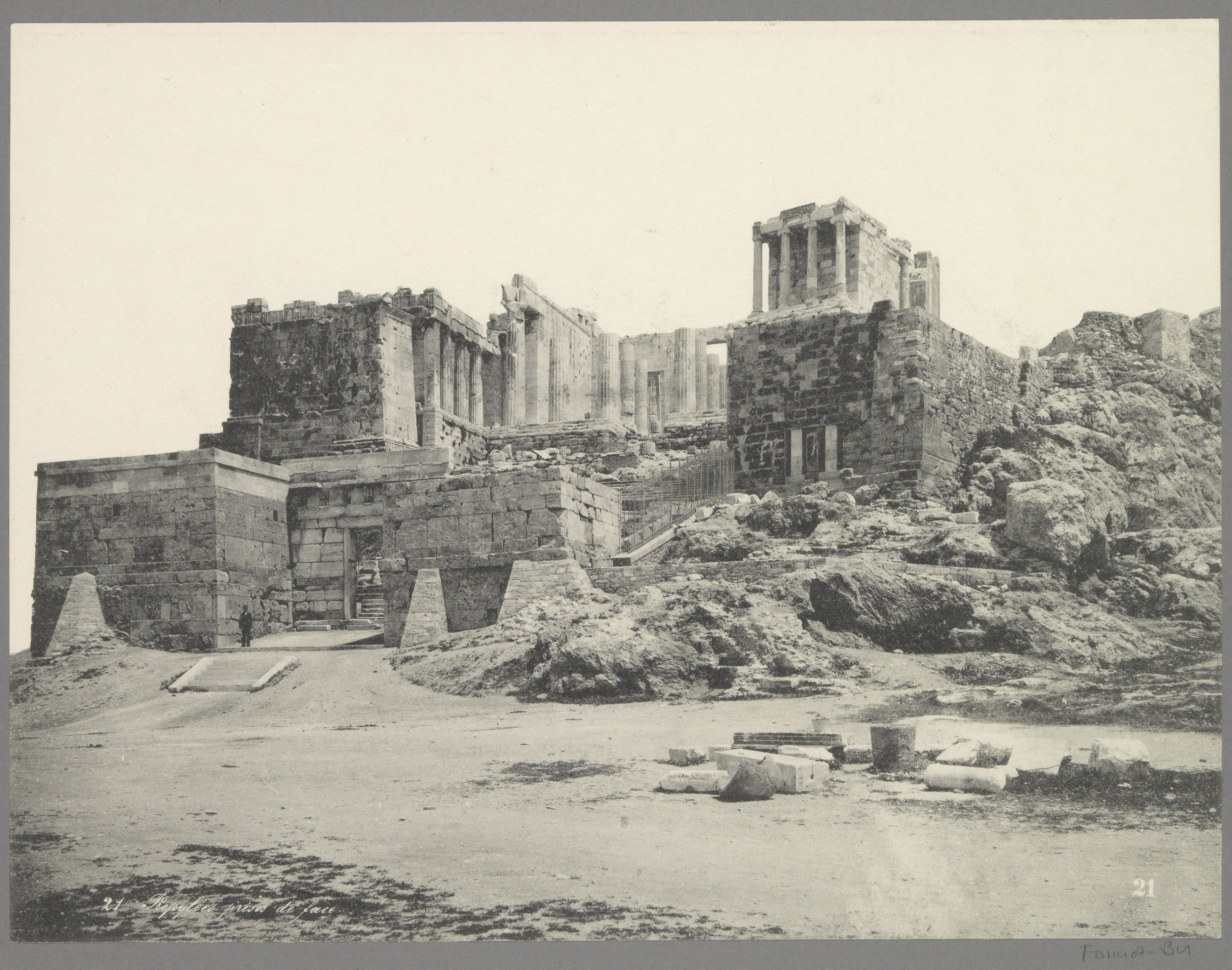
Fotografiada entre 1875 i 1893
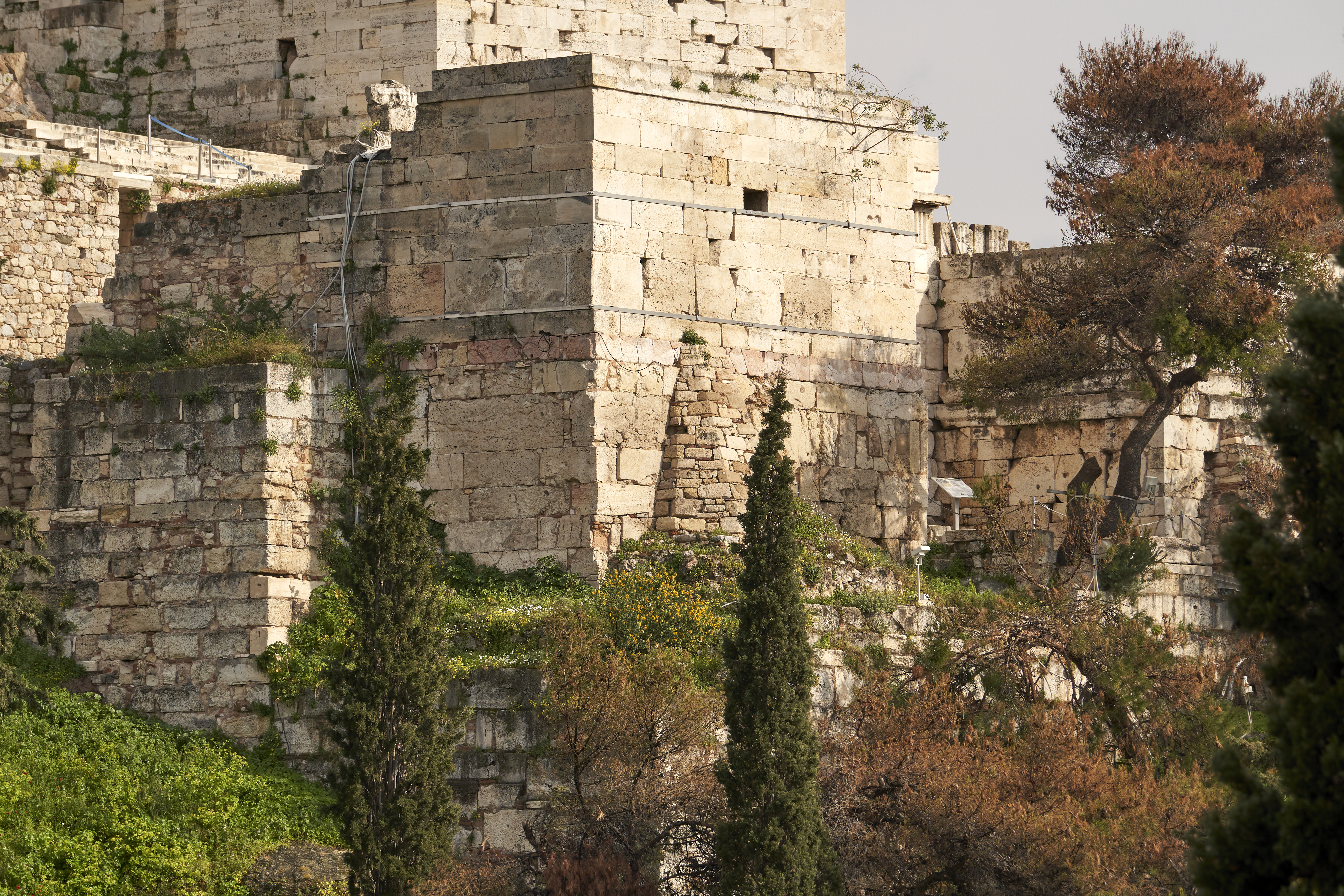
Vista de la porta des del nord-oest
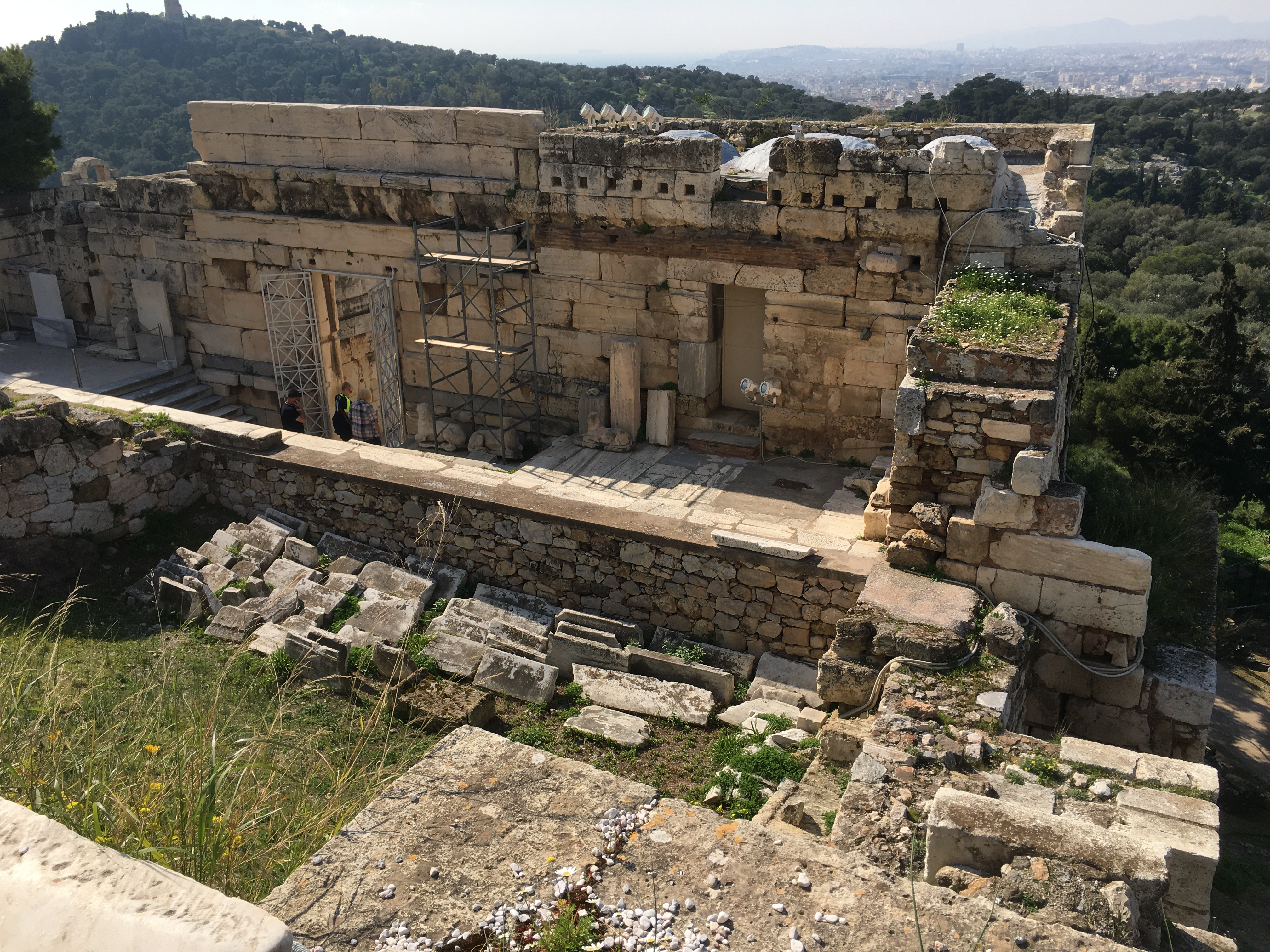
Part posterior de la porta, vista des del nord-est
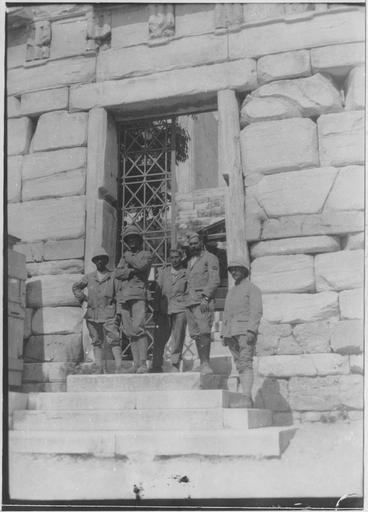
Tropes franceses durant l'ocupació d'Atenes el 1917
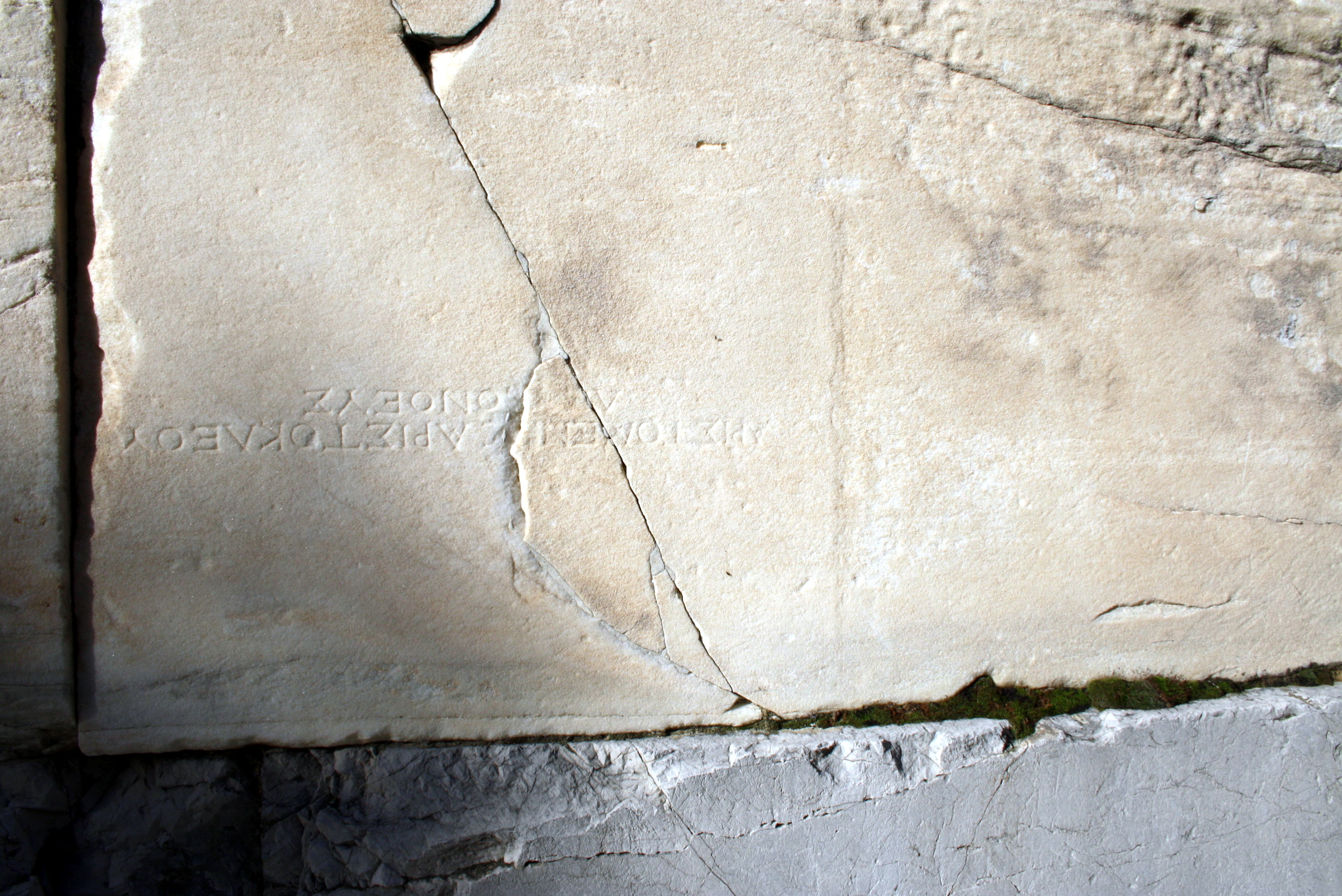
Una pedra de la porta, reutilitzada d'un monument més antic: es veu una inscripció, actualment a l'inrevés